# Begonia andamensis
Begonia andamensis é uma espécie de Begonia.